# 棉兰老河
棉兰老河又称哥打巴托河（Cotabato River）。菲律宾中部棉兰老岛中部哥打巴托低地的主要河流。源头河普朗依河源出岛的东北部高地，南流与卡巴坎河汇成棉兰老河。蜿蜒流向西北，经利邦岸洼地和利瓜桑沼泽（鳄鱼出没出），在达都皮昂分为两条支流注入莫罗湾的伊利亚纳湾，全长320千米。与众多支流形成宽阔肥沃的盆地。